# Schweiz ved sommer-OL 2024
Schweiz deltog ved Sommer-OL 2024 i Paris, som blev arrangeret i perioden 26. juli til 11. august 2024.
Udøvere fra Schweiz vandt tilsammen otte medaljer, hvoraf én guld, to sølv og fem bronze.

## Medaljer
| 2024 Paris | Guld | Sølv | Bronze | Total |
| Ecuador    | 1    | 2    | 5      | 8     |

### Medaljevinderne
| Ecuador under sommer-OL 2024 i Paris | Ecuador under sommer-OL 2024 i Paris | Ecuador under sommer-OL 2024 i Paris | Ecuador under sommer-OL 2024 i Paris | Ecuador under sommer-OL 2024 i Paris |
| Medalje                              | Navn                                 | Sport                                | Event                                | Dato                                 |
| ------------------------------------ | ------------------------------------ | ------------------------------------ | ------------------------------------ | ------------------------------------ |
| Guld                                 | Chiara Leone                         | Skydning                             | Women's 50 m rifle three positions   | 2. august                            |
| Sølv                                 | Julie Derron                         | Triathlon                            | Damer                                | 31. juli                             |
| Sølv                                 | Steve Guerdat                        | Hestesport                           | Individual jumping                   | 6. august                            |
| Bronze                               | Audrey Gogniat                       | Skydning                             | Women's 10 m air rifle               | 29. juli                             |
| Bronze                               | Roman Mityukov                       | Svømning                             | Men's 200 m backstroke               | 1. august                            |
| Bronze                               | Roman Röösli / Andrin Gulich         | Roning                               | Men's coxless pair                   | 2. august                            |
| Bronze                               | Zoé Claessens                        | Cykling                              | Women's BMX racing                   | 2. august                            |
| Bronze                               | Tanja Hüberli Nina Brunner           | Volleyball                           | Damernes Beachvolleyball             | 9. august                            |